# Онилове
Они́лове — село в Україні, у Захарівській селищній громаді Роздільнянського району Одеської області. Населення становить 525 осіб.
До 17 липня 2020 року було підпорядковане Захарівському району, який був ліквідований.

## Населення
Згідно з переписом 1989 року населення села становило 557 осіб, з яких 236 чоловіків та 321 жінка.
За переписом населення 2001 року в селі мешкали 522 особи.

### Мова
Розподіл населення за рідною мовою за даними перепису 2001 року:
| Мова       | Відсоток |
| ---------- | -------- |
| українська | 94,86 %  |
| молдовська | 4,57 %   |
| російська  | 0,38 %   |
| болгарська | 0,19 %   |